# Nader Ghandri
Nader Ghandri (Aubervilliers, 18 febbraio 1995) è un calciatore francese naturalizzato tunisino, centrocampista dell'Achmat Groznyj e della nazionale tunisina.

## Caratteristiche tecniche
È un mediano.

## Carriera

### Club
Ha esordito il 13 febbraio 2013 con la maglia del JA Drancy in occasione del match perso 3-2 contro l'Amiens.

### Nazionale
Nel 2019 ha esordito nella nazionale tunisina.

## Statistiche

### Presenze e reti nei club
Statistiche aggiornate al 22 febbraio 2017.
| Stagione             | Squadra              | Campionato           | Campionato | Campionato | Coppe nazionali | Coppe nazionali | Coppe nazionali | Coppe continentali | Coppe continentali | Coppe continentali | Altre coppe | Altre coppe | Altre coppe | Totale | Totale | Totale |
| Stagione             | Squadra              | Comp                 | Pres       | Reti       | Comp            | Pres            | Reti            | Comp               | Pres               | Reti               | Comp        | Pres        | Reti        | Pres   | Reti   |        |
| -------------------- | -------------------- | -------------------- | ---------- | ---------- | --------------- | --------------- | --------------- | ------------------ | ------------------ | ------------------ | ----------- | ----------- | ----------- | ------ | ------ | ------ |
| 2012-2013            | JA Drancy            | CFA                  | 9          | 0          | CF+CdL          | 0               | 0               |                    | -                  | -                  |             | -           | -           | 9      | 0      |        |
| 2013-2014            | Arles-Avignon 2      | CFA2                 | 10         | 0          |                 | -               | -               |                    | -                  | -                  |             | -           | -           | 10     | 0      |        |
| 2013-2014            | Arles                | L2                   | 3          | 0          | CF+CdL          | 0+1             | 0               |                    | -                  | -                  |             | -           | -           | 4      | 0      |        |
| 2014-2015            | Club Africain        | L1                   | 18         | 0          | CT              | 0               | 0               |                    | -                  | -                  |             | -           | -           | 18     | 0      |        |
| 2015-2016            | Club Africain        | L1                   | 17         | 1          | CT              | 0               | 0               | CCL                | 0                  | 0                  |             | -           | -           | 17     | 1      |        |
| 2016-2017            | Club Africain        | L1                   | 13         | 0          | CT              | 0               | 0               | CCC                | 3                  | 0                  |             | -           | -           | 16     | 0      |        |
| Totale Club Africain | Totale Club Africain | Totale Club Africain | 48         | 1          |                 | 0               | 0               |                    | 3                  | 0                  |             | -           | -           | 51     | 1      |        |
| 2017-2018            | Anversa              | D1                   | 4          | 0          | CB              | 1               | 1               |                    | -                  | -                  |             | -           | -           | 5      | 0      |        |
| Totale carriera      | Totale carriera      | Totale carriera      | 74         | 1          |                 | 2               | 1               |                    | 3                  | 0                  |             | -           | -           | 79     | 2      |        |

### Cronologia presenze e reti in nazionale
| Cronologia completa delle presenze e delle reti in nazionale ― Tunisia | Cronologia completa delle presenze e delle reti in nazionale ― Tunisia | Cronologia completa delle presenze e delle reti in nazionale ― Tunisia | Cronologia completa delle presenze e delle reti in nazionale ― Tunisia | Cronologia completa delle presenze e delle reti in nazionale ― Tunisia | Cronologia completa delle presenze e delle reti in nazionale ― Tunisia | Cronologia completa delle presenze e delle reti in nazionale ― Tunisia | Cronologia completa delle presenze e delle reti in nazionale ― Tunisia |
| Data                                                                   | Città                                                                  | In casa                                                                | Risultato                                                              | Ospiti                                                                 | Competizione                                                           | Reti                                                                   | Note                                                                   |
| ---------------------------------------------------------------------- | ---------------------------------------------------------------------- | ---------------------------------------------------------------------- | ---------------------------------------------------------------------- | ---------------------------------------------------------------------- | ---------------------------------------------------------------------- | ---------------------------------------------------------------------- | ---------------------------------------------------------------------- |
| 7-6-2019                                                               | Radès                                                                  | Tunisia                                                                | 2 – 0                                                                  | Iraq                                                                   | Amichevole                                                             | -                                                                      |                                                                        |
| 25-3-2022                                                              | Bamako                                                                 | Mali                                                                   | 0 – 1                                                                  | Tunisia                                                                | Qual. Mondiali 2022                                                    | -                                                                      | 55’                                                                    |
| 29-3-2022                                                              | Radès                                                                  | Tunisia                                                                | 0 – 0                                                                  | Mali                                                                   | Qual. Mondiali 2022                                                    | -                                                                      |                                                                        |
| 2-6-2022                                                               | Radès                                                                  | Tunisia                                                                | 4 – 0                                                                  | Guinea Equatoriale                                                     | Qual. Coppa d'Africa 2023                                              | -                                                                      |                                                                        |
| 10-6-2022                                                              | Kōbe                                                                   | Cile                                                                   | 0 – 2                                                                  | Tunisia                                                                | Amichevole                                                             | -                                                                      |                                                                        |
| 22-9-2022                                                              | Orléans                                                                | Comore                                                                 | 0 – 1                                                                  | Tunisia                                                                | Amichevole                                                             | -                                                                      | 90’                                                                    |
| 27-9-2022                                                              | Parigi                                                                 | Brasile                                                                | 5 – 1                                                                  | Tunisia                                                                | Amichevole                                                             | -                                                                      | 46’                                                                    |
| 16-11-2022                                                             | Al Rayyan                                                              | Tunisia                                                                | 2 – 0                                                                  | Iran                                                                   | Amichevole                                                             | -                                                                      |                                                                        |
| 30-11-2022                                                             | Al Rayyan                                                              | Tunisia                                                                | 1 – 0                                                                  | Francia                                                                | Mondiali 2022 - 1º turno                                               | -                                                                      |                                                                        |
| 28-3-2023                                                              | Bengasi                                                                | Libia                                                                  | 0 – 1                                                                  | Tunisia                                                                | Qual. Coppa d'Africa 2023                                              | -                                                                      | 78’                                                                    |
| 23-3-2024                                                              | Cairo                                                                  | Tunisia                                                                | 0 – 0 (4 – 5 dtr)                                                      | Croazia                                                                | Amichevole                                                             | -                                                                      |                                                                        |
| 26-3-2024                                                              | Il Cairo                                                               | Nuova Zelanda                                                          | 0 – 0 (2 – 4 dtr)                                                      | Tunisia                                                                | Amichevole                                                             | -                                                                      | 48’ 71’                                                                |
| 5-6-2024                                                               | Tunisi                                                                 | Tunisia                                                                | 1 – 0                                                                  | Guinea Equatoriale                                                     | Qual. Mondiali 2026                                                    | -                                                                      | 36’                                                                    |
| 9-6-2024                                                               | Johannesburg                                                           | Namibia                                                                | 0 – 0                                                                  | Tunisia                                                                | Qual. Mondiali 2026                                                    | -                                                                      | 43’                                                                    |
| 5-9-2024                                                               | Radès                                                                  | Tunisia                                                                | 1 – 0                                                                  | Madagascar                                                             | Qual. Coppa d'Africa 2025                                              | -                                                                      | 87’                                                                    |
| 8-9-2024                                                               | Bakau                                                                  | Gambia                                                                 | 1 – 2                                                                  | Tunisia                                                                | Qual. Coppa d'Africa 2025                                              | -                                                                      | 90’                                                                    |
| 11-10-2024                                                             | Radès                                                                  | Tunisia                                                                | 0 – 1                                                                  | Comore                                                                 | Qual. Coppa d'Africa 2025                                              | -                                                                      | 86’                                                                    |
| 19-3-2025                                                              | Monrovia                                                               | Liberia                                                                | 0 – 1                                                                  | Tunisia                                                                | Qual. Mondiali 2026                                                    | -                                                                      | 89’                                                                    |
| 24-3-2025                                                              | Radès                                                                  | Tunisia                                                                | 2 – 0                                                                  | Malawi                                                                 | Qual. Mondiali 2026                                                    | -                                                                      | 90+1’                                                                  |
| Totale                                                                 |                                                                        | Presenze                                                               | 19                                                                     |                                                                        | Reti                                                                   | 0                                                                      |                                                                        |

## Palmarès

### Club

#### Competizioni nazionali
- Championnat de Ligue Professionelle 1: 1

Club Africain: 2014-2015
- Coppa di Tunisia: 1

Club Africain: 2016-2017